# Gumierowo (rejon burajewski)
Gumierowo (ros. Гумерово) – wieś (dieriewnia) w Rosji, w Baszkortostanie, w rejonie burajewskim. W 2021 liczyła 12 mieszkańców.